# Застава Обале Слоноваче
Застава Обале Слоноваче  је усвојена  4. децембра 1959. године. 
Састоји се од три једнака вертикална дела наранџасте, беле и зелене боје. Наранџаста боја представља земљу, саване и њихову плодност, бела представља мир, а зелена наду и шуме ове земље.
Иако је слична заставама Ирске и Италије направљена је по узору на заставу Француске.